# Benjamin Christensen

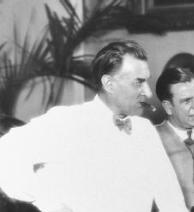
Benjamin Christensen

Benjamin Christensen (international auch als Benjamin Christie) (* 28. September 1879 in Viborg, Dänemark; † 2. April 1959 in Kopenhagen) war ein dänischer Filmregisseur.

## Leben
Christensen hatte zunächst Medizin studiert, bevor er sich zum Sänger und Schauspieler ausbilden ließ, und 1901 am Königlichen Theater in Kopenhagen engagiert wurde. Seine Bühnenkarriere unterbrach er aufgrund einer schweren Krankheit und wurde anschließend Champagner- und Weingroßhändler. 1913 übernahm er die Dansk Biografkompagni in Hellerup, für die er bereits ab 1911 als Drehbuchautor und Schauspieler gearbeitet hatte.
Gleich sein 1913 bei der Nordisk Filmgesellschaft gedrehter Debütfilm „Det hemmelighedsfulde X“ (dt. Das geheimnisvolle X), für den er auch das Drehbuch verfasste, gehört zum Besten der Frühzeit des Films. Das Spiel von Licht und Schatten, die Verwendung von Gegenlichtaufnahmen und die Aufnahme einer einzigen Lampe in einem dunklen Raum waren zu seiner Zeit beispiellos. Der Film war nicht nur künstlerisch, sondern auch finanziell ein großer Erfolg. Ebenso innovativ war der nachfolgende Film Rache! (Hævnens nat) von 1916, den er ebenfalls in nahezu vollständiger Eigenarbeit realisierte. Mit ihm wurde er auch in den USA bekannt.
Mit dem 1921/22 entstandenen „Häxan“ (dt. Hexen) schuf Christensen einen Vorläufer der Horrorfilme. Der halbdokumentarische Film versucht, anhand des mittelalterlichen Hexenglaubens eine Analogie zu modernen „psychischen Krankheiten“ wie Kleptomanie oder Hysterie zu ziehen. Obgleich die Handlung des Films mitunter abstrus ist, überzeugt er durch seine phantasievolle Inszenierung. Christensen selbst verkörperte den Teufel und verfasste auch hier das Drehbuch selbst.
Nach diesen drei Meisterwerken verließ Christensen seine Heimat Dänemark. Er war zunächst bei einigen Filme in Deutschland als Darsteller tätig, wie 1923/24 in „Michael“ unter der Regie von Carl Theodor Dreyer. 1923 drehte er den Spielfilm „Seine Frau, die Unbekannte“ mit Willy Fritsch in der männlichen Hauptrolle, darauf folgte 1924/1925 als Regisseur und Drehbuchautor „Die Frau, mit dem schlechten Ruf“.
1926 drehte er in den USA mit „The devil’s circus“ seinen nächsten Film, mit Norma Shearer in der Hauptrolle. Nur ein Jahr später folgte 1927 „Mockery“ mit Lon Chaney, doch der Film selbst war weniger überzeugend. Mit den drei in den Jahren 1928/29 entstandenen Thelma-Todd-Filmen „The haunted house“, „Seven footsteps to Satan“ und „House of horror“ endete die Reihe filmhistorisch bedeutender Werke Christensens. Anfang der dreißiger Jahre kehrte er nach Dänemark zurück. Nach schlechten Kritiken beendete er 1942 seine Karriere als Direktor eines Kopenhagener Vorstadtkinos.

## Filme
- 1913: Das geheimnisvolle X (Det hemmelighedsfulde X)
- 1916: Rache! (Hævnens nat)
- 1922: Hexen (Häxan)
- 1923: Seine Frau, die Unbekannte
- 1924: Michael
- 1925: Die Frau mit dem schlechten Ruf
- 1926: Zirkusteufel (The Devil’s Circus)
- 1927: Der Sohn der Taiga (Mockery)
- 1928: Das Gespensterschloß (The Haunted House)
- 1928: The Hawk’s Nest
- 1929: Die geheimnisvolle Insel (The Mysterious Island) (gedreht 1926)
- 1929: House of Horror
- 1929: Seven Footprints to Satan
- 1939: Skilsmissens børn
- 1940: Barnet
- 1941: Gå med mig hjem
- 1942: Damen med de lyse Handsker